# Schwarz-Weiß Bregenz (2005)

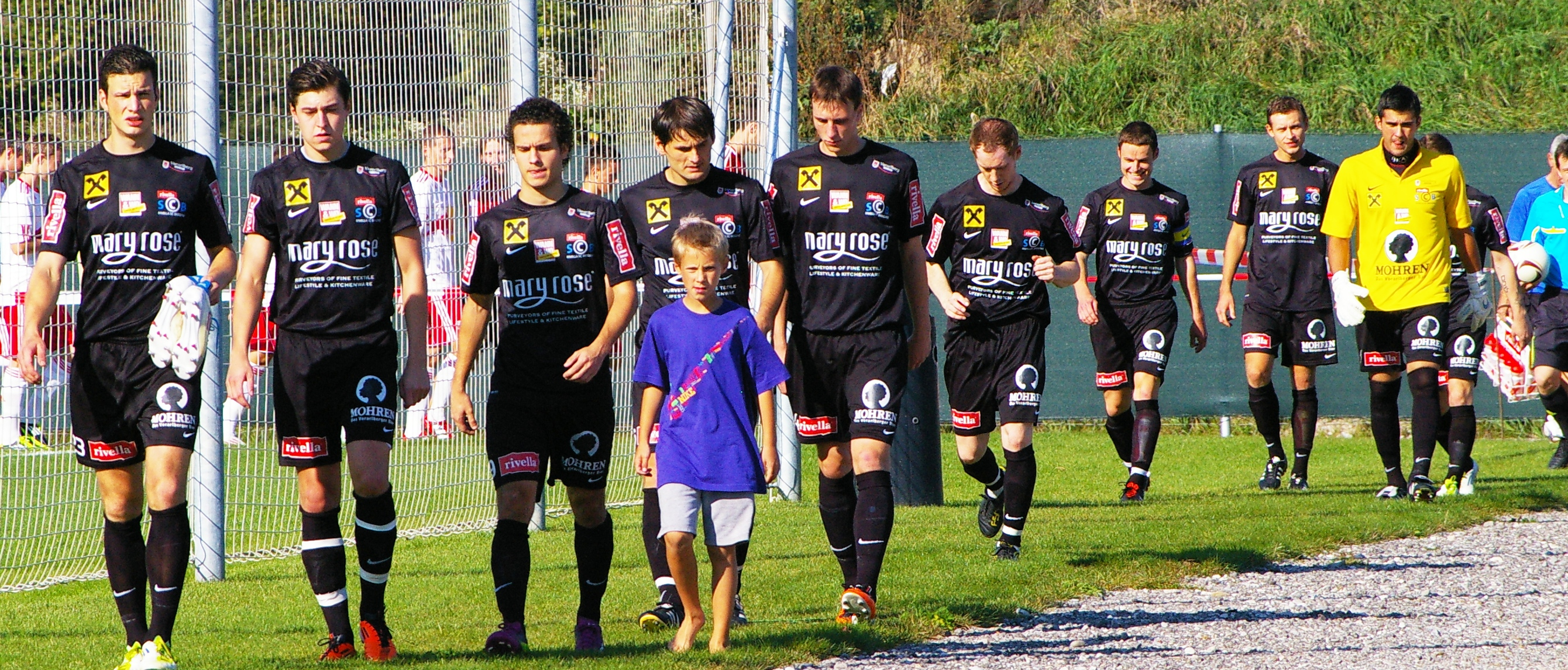
Die Mannschaft des SC Bregenz vor dem Auswärtsspiel gegen Red Bull Juniors (1. Oktober 2011)

Schwarz-Weiß Bregenz, kurz SWB, ist ein österreichischer Fußballverein aus der vorarlbergischen Landeshauptstadt Bregenz. Er führt die Tradition des 1919 gegründeten Vereins Schwarz-Weiß Bregenz fort, spielt derzeit in der zweitklassigen 2. Liga und trägt seine Heimspiele im ImmoAgentur-Stadion aus.

## Geschichte

### Gründung
Gegründet wurde der Verein am 27. Juni 2005 von Wolfgang Glatz und Hans Begle unter dem Namen SC Bregenz hauptsächlich, um dem Nachwuchs des kurz zuvor in Konkurs gegangenen Traditionsvereins Schwarz-Weiß Bregenz eine neue Heimat zu bieten. Von 2005 bis 2007 stand Wolfgang Glatz dem Verein als Obmann vor. Bis zu seinem unerwarteten Tod im Jahr 2011 war er Vorstandsmitglied und Ehrenpräsident des Vereins. Seine Nachfolge trat 2007 der Intendant des Vorarlberger Landestheaters, Harald Petermichl, an, der die Position bis 2010 innehatte. Jürgen Rupp führte den Verein dann fast zwei Jahre interimistisch, ehe im März 2012 mit Pascal Pletsch schließlich ein neuer Obmann gewählt wurde. Seit Juli 2014 führt Werner Reichart den Verein.

### Die Zeit als SC Bregenz
Um dem ideellen Nachfolger des ehemaligen Bundesligisten Schwarz-Weiß Bregenz und seinen vielen jungen Spielern eine annehmbare Perspektive zu bieten, wurde die Kampfmannschaft in der Premierensaison 2005/06 vom Vorarlberger Fußballverband für die Landesliga (5. Spielstufe) zugelassen; dort konnte sie damit die Nachfolge der Amateurmannschaft des Bundesligisten antreten. Der Kader des neuen blau-weißen Vereins setzte sich in der Gründungssaison daher auch überwiegend aus Spielern im Alter von 17 bis 18 Jahren zusammen. Als Führungsspieler konnte der ehemalige österreichische Nationalspieler Jürgen Kauz von RW Rankweil gewonnen werden, von dem sich der Verein dann aber im Winter 2006/07 wieder trennte. Auch das Bregenzer Urgestein Jeff Geiger hielt dem Verein die Treue und spielte in der Anfangsphase weiter für die Bregenzer. In den ersten beiden Vereinsjahren gelang der Durchmarsch von der Landesliga Vorarlberg in die Regionalliga West, die dritte Leistungsstufe im österreichischen Fußball.
Als Spielertrainer und gesamtsportlicher Leiter wurde am 9. Jänner 2006 für dreieinhalb Jahre der ehemalige norwegische Nationalspieler Jan Ove Pedersen verpflichtet, der selbst jahrelang für Schwarz-Weiß Bregenz gespielt hatte. Nach der Hinrunde der Herbstsaison 2007 wurde sein Vertrag aber einvernehmlich gelöst, Pedersen wurde durch den Deutschen Thomas Ardemani ersetzt. Für die Saison 2009/10 wurde der bereits in Hohenems erfolgreiche Vorarlberger Martin Schneider als Trainer gewonnen. Auch unter seiner Führung setzte der Club weiter verstärkt auf die Jugend. Im Oktober 2010 übernahm der bis dahin als Nachwuchsleiter des Vereins erfolgreiche Mladen Posavec den Trainerposten der Kampfmannschaft. Seit November 2013 fungiert Hans Kogler als Trainer.

### Umbenennung in Schwarz-Weiß
Ab der Saison 2009/10 lief der SC Bregenz unter dem Motto 90 Jahre Fußballtradition in Bregenz wieder in den traditionellen schwarz-weißen Dressen auf. Am 8. Juli 2013 wurde der Klub in Schwarz-Weiß Bregenz umbenannt, Logo und Vereinsfarben sind seither wieder die des ehemaligen Bundesligavereins.
Seitdem bezieht sich der Verein auch wieder auf die Geschichte des nach dem Konkurs mittlerweile aufgelösten Vorgängervereins.

### Heimstätte
Seine Heimspiele trägt der SWB im ImmoAgentur-Stadion in Bregenz aus, das 1994 als Casino-Stadion anstelle des abgerissenen Bodenseestadions gebaut wurde, das wiederum an die Stelle des Stadions Mehrerau/kleinen Exerzierplatz getreten ist. An diesem traditionellen Fußballplatz in Bregenz wird seit mindestens 1908 bereits Fußball gespielt.
Das Stadion in seiner heutigen Form fasst 12.000 Zuschauer (davon ca. 4.000 Sitzplätze). Im Herbst 2023 wurde das Stadion für die Austragung von Spielen in der höchsten österreichischen Spielklasse adaptiert. Eine verbreiterte Rasenfläche, eine Rasenheizung, neue LED Leuchten für das Flutlicht sowie ein paar temporäre Dachkonstruktionen garantieren die Bundesliga Tauglichkeit.
Rekordkulisse im neuen Stadion waren im Herbst 1999 10.800 Zuschauer beim Vorarlbergderby gegen den SC Austria Lustenau in der Bundesliga. Seit dem Konkurs von SW Bregenz im Jahr 2005 trägt der Nachfolgeverein SC Bregenz bzw. seit 2013/2014 wieder Schwarz-Weiß Bregenz dort seine Heimspiele aus. Das Stadion liegt zentrumsnah (neben Bahnhof und Festspielhaus) und in unmittelbarer Nähe zum Bodensee.

## Kampfmannschaft

### Trainerteam
Stand: 2. Juli 2024 
| Funktion        | Name             | Geburtsdatum | Nationalität | beim Verein seit | letzter Verein   |
| --------------- | ---------------- | ------------ | ------------ | ---------------- | ---------------- |
| Trainer         | Regi Van Acker   | 25.04.1955   | Belgien      | 04/2024          | Eendracht Aalst  |
| Co-Trainer      | Murad Gerdi      | 07.03.1986   | Irak         | 07/2024          | FC Dornbirn 1913 |
| Tormann-Trainer | Drago Marceta    | 03.11.1993   | Osterreich   | 07/2024          | FC Dornbirn 1913 |
| Athletiktrainer | Stefan Santanius | 25.06.1990   | Deutschland  | 07/2024          |                  |

### Aktueller Kader
Stand: 17. Juli 2025
| Rücken- nummer | Name                 | Geburtsdatum | Nationalität  | beim Verein seit | letzter Verein                       |          |
| Torhüter       | Torhüter             | Torhüter     | Torhüter      | Torhüter         | Torhüter                             | Torhüter |
| -------------- | -------------------- | ------------ | ------------- | ---------------- | ------------------------------------ | -------- |
| 01             | Kilian Kretschmer    | 10.04.2001   | Osterreich    | 07/2025          | SV Stripfing                         |          |
| 21             | Felix Gschossmann    | 03.10.1996   | Osterreich    | 07/2024          | FC Blau-Weiß Linz                    |          |
| 99             | Tyler-Ryan Linder    | 11.08.2006   | Osterreich    | 07/2025          | SV Lochau                            |          |
| Verteidigung   |                      |              |               |                  |                                      |          |
| 03             | Marko Martinovic     | 30.05.1996   | Osterreich    | 01/2019          | vereinslos (zuvor USV Eschen-Mauren) |          |
| 04             | Isak Vojic           | 09.01.2006   | Osterreich    | 07/2024          | AKA Vorarlberg                       |          |
| 17             | Raul Marte           | 23.03.2002   | Osterreich    | 07/2024          | SC Austria Lustenau                  |          |
| 18             | Stefan Umjenovic     | 11.08.1995   | Osterreich    | 07/2024          | FC Dornbirn 1913                     |          |
| 20             | Tobias Mandler       | 29.05.2001   | Osterreich    | 07/2024          | Kapfenberger SV                      |          |
| 22             | Florian Prirsch      | 11.09.1998   | Osterreich    | 01/2023          | FC Dornbirn 1913                     |          |
| 27             | Sebastian Dirnberger | 20.10.1997   | Osterreich    | 07/2024          | SKU Amstetten                        |          |
| 44             | Ivo Kralj            | 13.01.1999   | Kroatien      | 01/2022          | vereinslos (zuvor NK Drava Ptuj)     |          |
| Mittelfeld     |                      |              |               |                  |                                      |          |
| 05             | Dragan Marceta       | 03.03.2000   | Osterreich    | 07/2025          | SV Horn                              |          |
| 06             | Johannes Schriebl    | 21.04.2002   | Osterreich    | 07/2025          | SV Lafnitz                           |          |
| 08             | Lars Nussbaumer      | 31.01.2001   | Osterreich    | 07/2024          | FC Dornbirn 1913                     |          |
| 09             | Lewan Eloschwili     | 21.10.1997   | Georgien      | 07/2025          | Kapfenberger SV                      |          |
| 10             | Johannes Tartarotti  | 02.08.1999   | Osterreich    | 07/2024          | SKN St. Pölten                       |          |
| 11             | Simon Lüchinger      | 28.11.2002   | Liechtenstein | 07/2025          | vereinslos (zuvor FC Vaduz)          |          |
| 23             | Lukas Feuersinger    | 21.05.2007   | Osterreich    | 07/2025          | Schwarz-Weiß Bregenz II              |          |
| 37             | Marco Rottensteiner  | 11.11.2004   | Osterreich    | 07/2024          | SV Wals-Grünau                       |          |
| Angriff        |                      |              |               |                  |                                      |          |
| 07             | Nicolas Rossi        | 30.03.2004   | Brasilien     | 01/2025          | EC Lemense                           |          |
| 19             | Yannick Cotter       | 03.01.2002   | Schweiz       | 07/2025          | vereinslos (zuvor FC Paradiso)       |          |
| 24             | Atsushi Zaizen       | 26.06.1999   | Japan         | 07/2025          | Grazer AK                            |          |
| 26             | Daniel Nussbaumer    | 29.11.1999   | Osterreich    | 07/2025          | Admira Wacker                        |          |
| 29             | Tamar Crnkic         | 23.11.2005   | Osterreich    | 07/2025          | SCR Altach II                        |          |
| 70             | Jan Stefanon         | 02.01.1999   | Osterreich    | 07/2024          | Grazer AK                            |          |
| 77             | Damian Maksimovic    | 18.11.2004   | Osterreich    | 07/2025          | SCR Altach                           |          |

### Transfers
Stand: 9. August 2025
| Zugänge: | Abgänge: |
| Sommer 2025 | Sommer 2025 |
| --- | --- |
| - Yannick Cotter (vereinslos) - Tamar Crnkic (SCR Altach II) - Lewan Eloschwili (Kapfenberger SV) - Kilian Kretschmer (SV Stripfing) - Tyler-Ryan Linder (SV Lochau) - Simon Lüchinger (vereinslos) - Damian Maksimovic (SCR Altach) - Dragan Marceta (SV Horn) - Daniel Nussbaumer (Admira Wacker) - Johannes Schriebl (SV Lafnitz) - Atsushi Zaizen (Grazer AK) | - Adriel (Hà Nội FC) - Vasilije Delibašić (ND Bilje) - Marcel Krnjic (SK Austria Klagenfurt) - Marcel Monsberger (FC Vaduz) - Dániel Tiefenbach (Fehérvár FC) - Mario Vucenovic (SC Austria Lustenau) - Burak Ergin (vereinslos) - Franco Flückiger (vereinslos) - Nico Grubor (vereinslos) - Anteo Fetahu (SCR Altach, Leih-Ende) - Djawal Kaiba (SCR Altach, Leih-Ende) |

## Männerfußball
| Saison  | Liga (Hierarchie)          | Platzierung | Anmerkung |
| ------- | -------------------------- | ----------- | --------- |
| 2005/06 | Landesliga (V)             | 02.         |           |
| 2006/07 | Vorarlbergliga (IV)        | 01.         | Meister   |
| 2007/08 | Regionalliga West (III)    | 12.         |           |
| 2008/09 | Regionalliga West (III)    | 05.         |           |
| 2009/10 | Regionalliga West (III)    | 07.         |           |
| 2010/11 | Regionalliga West (III)    | 07.         |           |
| 2011/12 | Regionalliga West (III)    | 10.         |           |
| 2012/13 | Regionalliga West (III)    | 05.         |           |
| 2013/14 | Regionalliga West (III)    | 15.         |           |
| 2014/15 | Vorarlbergliga (IV)        | 01.         | Meister   |
| 2015/16 | Regionalliga West (III)    | 14.         |           |
| 2016/17 | Vorarlbergliga (IV)        | 07.         |           |
| 2017/18 | Vorarlbergliga (IV)        | 06.         |           |
| 2018/19 | Vorarlbergliga (IV)        | 02.         |           |
| 2019/20 | Eliteliga Vorarlberg (III) | 03.         |           |
| 2020/21 | Eliteliga Vorarlberg (III) | 03.         |           |
| 2021/22 | Eliteliga Vorarlberg (III) | 09.         |           |
| 2022/23 | Eliteliga Vorarlberg (III) | 01.         | Meister   |
| 2022/23 | Regionalliga West (III)    | 01.         | Meister   |
| 2023/24 | 2. Liga (II)               | 11.         |           |
| 2024/25 | 2. Liga (II)               | 10.         |           |

### Bekannte Spieler
- Jan Ove Pedersen (Spielertrainer)
- Jürgen Kauz
- Igor Manojlović
- Sandro Gotal
- Robert Golemac
- Lukas Neunteufel
- Patrick Pircher
- Ulrich Winkler

Titel und Erfolge
- Vizemeister Landesliga Saison 2005/06 (5. österr. Leistungsstufe) = Aufstieg
- Meister Vorarlbergliga Saison 2006/07 und 2014/15 (4. österr. Leistungsstufe) = Aufstieg
- Vorarlberger Cupsieger 2008, 2010 und 2022

Nachwuchs
Der Verein hat derzeit zehn Nachwuchsteams in den Altersstufen U-7 bis U-17.
Seit August 2012 betreibt der SC Bregenz eine eigene Tormannschule, geleitet wird sie von Thomas Fricke und Predrag Zivanovic. Sie trainiert Tormänner von der U-10 bis zur Kampfmannschaft. Seit August 2013 ist die Bregenzer Tormannschule auch für Tormänner außerhalb des Vereins geöffnet, sodass die Nachwuchstormänner gezielt gemeinsam trainieren und voneinander lernen können.
2012 wurden die Nachwuchsmannschaften der U-13, U-15 und U-17 jeweils Landesmeister. Damit gewann erstmals in der Geschichte des Vorarlberger Fußballs ein Verein alle Meistertitel im Nachwuchsbereich. Zudem erhielt Nachwuchsleiter Hans Begle das Stadtsiegel für besondere Verdienste um den Verein überreicht.

## Frauenfußball
Der Verein übernahm das Frauenteam vom Schwarz-Weiß Bregenz, das in der Regionalliga West spielte. Durch die Gründung der 2. Liga Mitte/West 2008 stieg das Team in die Vorarlberg-Liga der Frauen ab. Die Frauen spielten bis Ende Saison 2011/12 als Wann&Wo-Ladies SC Bregenz in der Frauen Vorarlberg-Liga. 2012 wurde das Damenteam zurückgezogen. Seit 2014 tritt die Frauenauswahl aber wieder in der Damen-Landesliga an.
Titel und Erfolge
- 2 × Vorarlberger Landescupsieger: 2005/06 – 2006/07
- 1 × Westliga-Meister: 2005/06